# Lingkar Timur
Lingkar Timur is een bestuurslaag in het regentschap Bengkulu van de provincie Bengkulu, Indonesië. Lingkar Timur telt 5122 inwoners (volkstelling 2010).